# Ulopeza alenialis
Ulopeza alenialis is een vlinder uit de familie grasmotten (Crambidae). De wetenschappelijke naam van deze soort is voor het eerst gepubliceerd in 1913 door Embrik Strand. Strand beschreef deze soort op basis van een vondst door Günther Tessmann op 14 augustus 1906 in Nationaal park Monte Alén in Equatoriaal Guinee.
De soort komt voor in Equatoriaal Guinee, Kameroen en Congo-Kinshasa.